# Gomba
La gomba es un baile paraguayo de carácter nacional. 
Toma su nombre del instrumento con que se acompaña, una especie de tronco hueco en forma de barrica cubierto con una membrana recia y muy tirante que se percute con ambos puños o utilizando unos platillos. Se remonta este baile a las primitivas épocas de los guaraníes, primeros pobladores del Paraguay.